# Захумско-рашка епархија
Захумско-рашка епархија је била епархија Српске православне цркве од 1878. до 1931.
У периоду од 1878. до 1920. чинила је црквену област заједно са Цетињском митрополијом, а у периоду од 1920. до 1931. налазила се у саставу обновљене Српске патријаршије.

## Историја
Након ослобођења дијела Старе Херцеговине и Горњег Полимља (1878), донијета је одлука да се од дијелова Херцеговачке епархије прикључених Кнежевини Црној Гори створи нова епархија, која је названа Захумско-рашком епархијом. За првог захумско-рашког епископа изабран је архимандрит Висарион Љубиша, који је хиротонисан 8. септембра 1878. године на Цетињу од стране митрополита Илариона Рогановића и бококоторског епископа Герасима Петрановића, који је управо тим поводом допутовао у Црну Гору. Стварањем ове епархије, у Црној Гори је успостављена црквена област састављена од двије епархије: Цетињске архиепископије и Захумско рашке епархије.
Након смрти митрополита Илариона Рогановића (1882), за новог црногорског митрополита изабран је управо захумско-рашки епископ Висарион Љубиша, након чега је за администратора Захумско-рашке епархије постављен архимандрит Митрофан Бан. Међутим, прије но што је дошло до његовог избора и посвећења за епископа у тој епархији, умро је митрополит Висарион Љубиша (1884), а на његово мјесто је изабран Митрофан Бан. Епархија је остала у режиму администрације све до 1908. године, када је новог епископа захумско-рашког изабран Кирило Митровић, који је хиротонисан 1909. године. Епархијом је управљао до 1920. године, када је премјештен за епископа бококоторског, а Епархија захумско-рашка је поново потпала под администрирање митрополита црногорско-приморског. Тек 1925. године, за новог епископа изабран је Нектарије Круљ, који је хиротонисан 1926. године. Управљао је овом епархијом до свог премјештања на другу дужност 1928. године. Потом је у епархији поново заведен режим администрирања. Такво стање је остало све до 1931. године, када је епархија укинута и прикључена Митрополији црногорско-приморској.
Ова епархија је била састављена из свих племена која су се налазила на лијевој страни ријеке Зете. Сједиште Захумско-рашке епархије је било у манастиру Острогу односно у Никшићу. До њеног укидања (1931) сачињавала су је три намјесништва — никшићко, спушко и колашинско.

## Манастири
Захумско-рашкој епархији припадали су следећи манастири:
- Манастир Острог
- Манастир Морача
- Манастир Пива
- Манастир Жупа Никшићка
- Манастир Ждребаоник
- Манастир Бијела
- Манастир Подмалинско
- Манастир Добриловина
- Манастир Ћелија Пиперска
- Манастир Дуга Морачка

## Епископи
- Висарион Љубиша (1878—1882), епископ
- (1882—1884) администратор, архимандрит Митрофан Бан
- (1884—1908) администрирање црногорског митрополита
- Кирило Митровић (1908—1920), епископ
- (1920—1926) администрирање црногорског митрополита
- Нектарије Круљ (1926—1928), епископ
- (1928—1931) администрирање црногорског митрополита